# Emmanuelle Bertrand
 (septembre 2023).
Si vous disposez d'ouvrages ou d'articles de référence ou si vous connaissez des sites web de qualité traitant du thème abordé ici, merci de compléter l'article en donnant les références utiles à sa vérifiabilité et en les liant à la section « Notes et références ».
Emmanuelle Bertrand, née le 5 novembre 1973 à Firminy dans la Loire, est une violoncelliste française.

## Biographie
Élue « Soliste instrumentale de l’année » aux Victoires de la musique classique en mars 2022 (ex æquo avec sa consœur Sol Gabetta), personnalité rayonnante et généreuse, Emmanuelle Bertrand est une figure incontournable du violoncelle européen.
Formée aux Conservatoires nationaux supérieurs de musique et de danse de Lyon et Paris dans les classes de Jean Deplace et Philippe Muller, lauréate de nombreuses distinctions et concours internationaux, élue « artiste de l’année » par le magazine Diapason et les auditeurs de France Musique en 2011, elle avait été révélée au grand public en recevant une première Victoire de la musique en 2002.
À 25 ans, elle rencontre le compositeur Henri Dutilleux qui parle d’elle comme d’une « véritable révélation ». Elle est depuis dédicataire d’œuvres de Nicolas Bacri, Édith Canat de Chizy, Pascal Amoyel, Bernard Cavanna, David Lampel, Thierry Escaich ou Benoît Menut. Elle a également donné en première mondiale Chanson pour Pierre Boulez de Luciano Berio.
C’est à cette période également qu’elle constitue un duo avec le pianiste Pascal Amoyel, son partenaire à la ville comme à la scène, avec lequel elle défend avec ferveur autant d’œuvres oubliées que de grand répertoire.
Passionnée par les liens entre la musique et le verbe, elle travaille en étroite collaboration avec Laurent Terzieff sur des textes de Jean-Pierre Siméon. En 2005 elle co-écrit et joue avec Pascal Amoyel Le Block 15 ou la Musique en résistance mis en scène par Jean Piat. En 2011, elle crée Le violoncelle de guerre en hommage à Maurice Maréchal et à son violoncelle fabriqué à quelques pas des tranchées en 1915. Elle part en tournée avec ce programme jusqu’en 2018 tour à tour avec Didier Sandre, Christophe Malavoy, Francis Perrin, François Marthouret ou Richard Bohringer. En 2020, Robin Renucci lui confie le rôle d’Agafia dans Oblomov de Gontcharov (Tréteaux de France), lui offrant de concilier les rôles de comédienne et de musicienne.
Elle se produit régulièrement en tant que soliste, notamment avec l’Orchestre Symphonique de Lucerne, l’Orchestre Symphonique du Grand Montréal, l’Orchestre National d’Ukraine, l’Orchestre Symphonique d’Etat de Moscou, le BBC National Orchestra of Wales, l’Orchestre Symphonique de Busan (Corée), l’Orchestre Musica Vitae de Suède, l’Orchestre Symphonique de Québec, l’Orchestre Symphonique de la RTV de Slovénie, l’Orchestre Symphonique de Wuhan (Chine), les Orchestres Nationaux de Lille, d’Ile de France, de Lorraine, les Orchestres Philharmoniques de Strasbourg, de Monte Carlo...
La saison 2021/22 marque la création d’un  nouveau spectacle musico-littéraire d’après Vingt quatre heures de la vie d’une femme de Stefan Zweig (mis en scène par Laurent Fréchuret, aux côtés du comédien Gilles Chabrier et de l’Ensemble Sylf) et la parution d’un disque consacré aux Sonates et Lieder de Brahms (Harmonia Mundi – Choc de Classica) qui marque le 20ème anniversaire du duo qu’elle forme avec le pianiste Pascal Amoyel.
Elle est directrice artistique du Festival de violoncelle de Beauvais depuis 2012.
Professeure de musique de chambre au Conservatoire National Supérieur de Musique et de Danse de Paris depuis 2008, elle prendra aussi en septembre prochain la succession de Michel Strauss, devenant la première femme nommée professeure de violoncelle dans l’histoire de l’établissement fondé en 1795.

## Discographie
- Lalo (Concerto en ré mineur, Namouna), Schumann (Concerto en la mineur), chez Arion.
- Alkan (Sonate de concert op. 47 pour piano et violoncelle), Liszt (Œuvres pour violoncelle et piano), avec Pascal Amoyel, chez Harmonia Mundi.
- Dutilleux (Trois strophes sur le nom de Sacher), Ligeti (Sonate), Bacri (Suite 4), Crumb (Sonate), Henze (Sérénade), chez Harmonia Mundi.
- Bloch (Suites 1, 2 et 3, Méditation hébraïque, Jewish Life, Nirvana, Nigun), avec Pascal Amoyel, chez Harmonia Mundi.
- Strauss (Romance AV 75 en fa majeur, Sonate pour violoncelle et piano), Reger (Sonate pour violoncelle et piano, Petite Romance en ré majeur), avec Pascal Amoyel, chez Harmonia Mundi.
- Greif (Sonate de Requiem, Trio), avec Pascal Amoyel, piano, Antje Weithaas, violon, chez Harmonia Mundi.
- Saint-Saëns (Sonate no 1, Prière op. 158, Romance op. 36, Gavotte op. 16 no 3, Tarentelle op. 10 no 5, Suite op. 16, Romance op. 51, Le Cygne du Carnaval des animaux), avec Pascal Amoyel, chez Harmonia Mundi.
- Grieg (Sonate op. 36, Pièces lyriques, Allegretto en mi majeur, Intermezzo en la mineur), avec Pascal Amoyel, chez Harmonia Mundi.
- Amoyel (Sadhana, in memoriam Olivier Greif), chez Triton.
- Méditation, avec les Violoncelles Français, chez Mirare.
- Bernard Cavanna (Shanghai Concerto), avec l'Orchestre national de Lille et Noëmi Schindler.
- Le violoncelle parle, (Cassado, Britten, Kodaly, Amoyel, œuvres pour violoncelle seul), chez Harmonia Mundi.
- Chostakovitch (Premier concerto pour violoncelle, Sonate pour violoncelle et piano) avec Pascal Amoyel, chez Harmonia Mundi (2013).
- Dutilleux (Tout un monde lointain, Trois Strophes sur le nom de Sacher), Debussy (Sonate pour violoncelle et piano), avec l'Orchestre symphonique de Lucerne, direction James Gaffigan, Pascal Amoyel, chez Harmonia Mundi.
- Saint-Saëns, 1er Concerto pour violoncelle et Sonates pour violoncelle et piano no 2 et no 3 (inédite - création) avec l'Orchestre symphonique de Lucerne, direction James Gaffigan, Pascal Amoyel, chez Harmonia Mundi.
- Bach, Complete Cello Suites, sur violoncelle baroque 2019.

## Distinctions
- Ses enregistrements en tant que soliste, ou avec le pianiste Pascal Amoyel, ont reçu des récompenses musicales comme un Cannes Classical Award, le Diapason d'or de l'année, un Choc du Monde de la musique, un Gramophone Choice, ƒƒƒƒ de Télérama et le prix de la Critique allemande
- Victoire de la musique classique « révélation soliste instrumentale » en 2002
- Élue « Artiste de l'année » par les auditeurs de France Musique et les lecteurs de Diapason en 2011
- L'Académie des beaux-arts lui décerne le prix d'interprétation Simone-et-Cino-Del-Duca en 2017
- Victoire de la musique classique « Soliste de l'année » en 2022

## Décoration
- Chevalière de l'ordre des Arts et des Lettres